# Почести
Почести или Поцести (алб. Pocest) је насељено место у општини Дибер у округу Дибер, Албанија. Према попису из 2001. године било је 1.310 становника.
Српски историчар и етнограф Јован Хаџи-Васиљевић, 1924. године наводи да су Почести словенско муслиманско-хришћанско село, од којих су муслимани велика већина. Имају скоро 500 житеља.